# Stephen Gionta
Stephen Gionta (né le 9 octobre 1983 à Rochester dans l'État de New York aux États-Unis) est un joueur professionnel américain de hockey sur glace. Il évolue au poste d'attaquant.

## Biographie
Après avoir joué en junior avec les Eagles de Boston College, il rejoint les River Rats d'Albany dans la Ligue américaine de hockey puis les Devils de Lowell l'année suivante. Le 5 novembre 2010, à l'âge de 27 ans, il joue son premier match dans la Ligue nationale de hockey avec les Devils du New Jersey.
Stephen a marqué son premier but le 7 avril 2012 face à Craig Anderson des Sénateurs. Le 29 juin 2012, il signe un nouveau contrat de deux ans avec les Devils.
Après avoir joué deux saisons que dans la LNH, il signe un nouveau contrat de deux ans avec les Devils, encore une fois. Le 23 octobre 2015, il reçoit une amende de 2285$ par le département de sécurité des joueurs de la LNH pour avoir dardé le défenseur Mark Borowiecki lors d'un match.

## Statistiques

### En club
| Saison     | Équipe                     | Ligue      |     | Saison régulière | Saison régulière | Saison régulière | Saison régulière | Saison régulière |   | Séries éliminatoires | Séries éliminatoires | Séries éliminatoires | Séries éliminatoires | Séries éliminatoires |
| Saison     | Équipe                     | Ligue      | PJ  | B                | A                | Pts              | Pun              | PJ               | B | A                    | Pts                  | Pun                  |                      |                      |
| 2002-2003  | Eagles de Boston College   | NCAA       | 33  | 5                | 10               | 15               | 36               | -                | - | -                    | -                    | -                    |                      |                      |
| 2003-2004  | Eagles de Boston College   | NCAA       | 41  | 9                | 15               | 24               | 36               | -                | - | -                    | -                    | -                    |                      |                      |
| 2004-2005  | Eagles de Boston College   | NCAA       | 38  | 8                | 11               | 19               | 44               | -                | - | -                    | -                    | -                    |                      |                      |
| 2005-2006  | Eagles de Boston College   | NCAA       | 37  | 11               | 21               | 18               | 66               | -                | - | -                    | -                    | -                    |                      |                      |
| 2005-2006  | River Rats d'Albany        | LAH        | 3   | 5                | 1                | 6                | 2                | -                | - | -                    | -                    | -                    |                      |                      |
| 2006-2007  | Devils de Lowell           | LAH        | 67  | 7                | 8                | 15               | 15               | -                | - | -                    | -                    | -                    |                      |                      |
| 2007-2008  | Devils de Lowell           | LAH        | 63  | 16               | 13               | 29               | 33               | -                | - | -                    | -                    | -                    |                      |                      |
| 2008-2009  | Devils de Lowell           | LAH        | 52  | 2                | 9                | 11               | 30               | -                | - | -                    | -                    | -                    |                      |                      |
| 2009-2010  | Devils de Lowell           | LAH        | 68  | 15               | 19               | 34               | 26               | 5                | 0 | 1                    | 1                    | 0                    |                      |                      |
| 2010-2011  | Devils d'Albany            | LAH        | 54  | 10               | 20               | 30               | 21               | -                | - | -                    | -                    | -                    |                      |                      |
| 2010-2011  | Devils du New Jersey       | LNH        | 12  | 0                | 0                | 0                | 6                | -                | - | -                    | -                    | -                    |                      |                      |
| 2011-2012  | Devils d'Albany            | LAH        | 56  | 6                | 10               | 16               | 40               | -                | - | -                    | -                    | -                    |                      |                      |
| 2011-2012  | Devils du New Jersey       | LNH        | 1   | 1                | 0                | 1                | 0                | 24               | 3 | 4                    | 7                    | 4                    |                      |                      |
| 2012-2013  | Devils d'Albany            | LAH        | 11  | 2                | 3                | 5                | 4                | -                | - | -                    | -                    | -                    |                      |                      |
| 2012-2013  | Devils du New Jersey       | LNH        | 48  | 4                | 10               | 14               | 14               | -                | - | -                    | -                    | -                    |                      |                      |
| 2013-2014  | Devils du New Jersey       | LNH        | 66  | 4                | 7                | 11               | 18               | -                | - | -                    | -                    | -                    |                      |                      |
| 2014-2015  | Devils du New Jersey       | LNH        | 61  | 5                | 8                | 13               | 12               | -                | - | -                    | -                    | -                    |                      |                      |
| 2015-2016  | Devils du New Jersey       | LNH        | 82  | 1                | 10               | 11               | 43               | -                | - | -                    | -                    | -                    |                      |                      |
| 2016-2017  | Sound Tigers de Bridgeport | LAH        | 7   | 1                | 2                | 3                | 6                | -                | - | -                    | -                    | -                    |                      |                      |
| 2016-2017  | Islanders de New York      | LNH        | 26  | 1                | 5                | 6                | 2                | -                | - | -                    | -                    | -                    |                      |                      |
| 2017-2018  | Sound Tigers de Bridgeport | LAH        | 30  | 2                | 3                | 5                | 13               | -                | - | -                    | -                    | -                    |                      |                      |
| 2018-2019  | Sound Tigers de Bridgeport | LAH        | 26  | 2                | 2                | 4                | 8                | 5                | 1 | 0                    | 1                    | 2                    |                      |                      |
| 2018-2019  | Islanders de New York      | LNH        | 5   | 0                | 0                | 0                | 0                | -                | - | -                    | -                    | -                    |                      |                      |
| Totaux LNH | Totaux LNH                 | Totaux LNH | 301 | 16               | 40               | 56               | 95               | 24               | 3 | 4                    | 7                    | 4                    |                      |                      |

### En équipe nationale
Il représente les États-Unis au niveau international.
| Année | Équipe         | Compétition                  |    | PJ | B | A | Pts | Pun                |  | Résultat |
| 2001  | États-Unis U20 | Championnat du monde -18 ans | 6  | 2  | 0 | 2 | 4   | 6e place           |  |          |
| 2013  | États-Unis     | Championnat du monde         | 10 | 3  | 0 | 3 | 2   | Médaille de bronze |  |          |

## Parenté en hockey sur glace
- Frère de Brian Gionta